# Карл, Иоганн
Иоганн Карл (нем. Johann Carl, или Жан Карл (фр. Jean Carl; 28 ноября 1877, Шкуоль — 7 июня 1944, Женева) — швейцарский учёный-зоолог, специализировавшийся на изучении беспозвоночных животных, в частности насекомых и моллюсков. Его научные работы внесли значительный вклад в развитие зоологии и систематики в первой половине XX века.
Известен как совтор (вместе с Я. Н. Лебединским) новых таксонов пещерных ногохвосток (Collembola).

## Биография
Родился 28 ноября 1877 году в Швейцарии (коммуна Шкуоль).
Получил образование в области естественных наук в Цюрихском университете, где специализировался на зоологии.
Работал в Музее естественной истории Женевы, Женевском университете.
Его работы включали описание новых видов (569), родов (99) и семейств (4) беспозвоночных животных, а также исследования в области морфологии и экологии. Он активно сотрудничал с другими учёными своего времени, участвовал в научных экспедициях и публиковал свои труды в ведущих зоологических журналах.
Одним из наиболее значимых вкладов И. Карла стало его исследование фауны Альп, где он описал множество новых видов насекомых, многоножек и моллюсков.
Скончался 4 июня 1944 года в Женеве.

## Публикации
Основные публикации:
- Carl J. (1905). «Beiträge zur Kenntnis der alpinen Insektenfauna». Zoologische Jahrbücher.
- Carl J. (1912). «Systematik und Verbreitung der Mollusken in den Alpen». Schweizerische Zeitschrift für Zoologie.
- Carl J. (1930). «Die Insektenwelt der Schweizer Alpen». Naturwissenschaftliche Monographien.

## Описания новых таксонов
Автор и соавтор описаний новых таксонов, среди них:

Семейство Oncopoduridae Carl, Lebedinsky, 1905
- род Oncopodura Carl, Lebedinsky, 1905
  - вид Oncopodura hamata Carl, Lebedinsky, 1905.

## Память
В честь него названы:
Род Carlius Uvarov, 1939
Виды:
- Ischyropsalis carli Lessert, 1905
- Oedignatha carli Reimoser, 1934
- Smeringopus carli Lessert, 1915
- Thyropygus carli Attems, 1938